# Strada statale 446 di Fosdinovo
La ex strada statale 446 di Fosdinovo (SS 446), ora strada provinciale 72 di Fosdinovo (SP 72), è una strada provinciale italiana.

## Percorso
La strada ha inizio dall'innesto sulla strada statale 63 del Valico del Cerreto nei pressi della frazione di Soliera Apuana, nel comune di Fivizzano. Lascia quindi la Lunigiana ed oltrepassando la foce del Cucco raggiunge Fosdinovo.
Scendendo le colline del Sole, giunge a Caniparola ed oltre fino ad innestarsi sulla strada statale 1 Via Aurelia.
In seguito al decreto legislativo n. 112 del 1998, dal 2001 la gestione è passata dall'ANAS alla Regione Toscana che ha provveduto al trasferimento dell'infrastruttura al demanio della Provincia di Massa e Carrara.

## Strada statale 446 dir di Fosdinovo
La ex strada statale 446 dir di Fosdinovo (SS 446 dir), ora strada provinciale 73 di Fosdinovo dir (SP 73 dir), è una strada provinciale italiana che si snoda nella provincia di Massa e Carrara.
Rappresenta una diramazione della SS 446 che poco prima di Fosdinovo devia in direzione sud-est e, rasentando il confine con la Liguria, supera il passo della Foce raggiunge i centri abitati di Carrara prima e Massa poi dove si innesta sulla strada statale 1 Via Aurelia.
In seguito al decreto legislativo n. 112 del 1998, dal 2001, la gestione è passata dall'ANAS alla Regione Toscana che ha provveduto al trasferimento dell'infrastruttura al demanio della Provincia di Massa e Carrara.